# Почесна грамота Міністерства освіти і науки України
Поче́сна гра́мота Міністе́рства осві́ти і нау́ки Украї́ни — заохочувальна відомча відзнака Міністерства освіти і науки України. Має третій ступінь серед відзнак міністерства (із шести).

## Відомості про нагороду
Почесною грамотою МОН України відзначаються педагогічні, наукові та науково-педагогічні працівники, державні службовці, працівники підприємств, установ, організацій, що належать до сфери управління МОН України, які зробили вагомий внесок у розвиток сфери освіти і науки, мають стаж роботи у зазначеній сфері не менше трьох років та раніше заохочувались Грамотою МОН України, за зразкове виконання службових обов'язків, високий професіоналізм, ефективне сприяння формуванню та забезпеченню реалізації державної політики у сфері освіти і науки, успішну координацію діяльністю підприємств, установ і організацій, що належать до сфери управління Міністерства освіти і науки України.

## Галерея

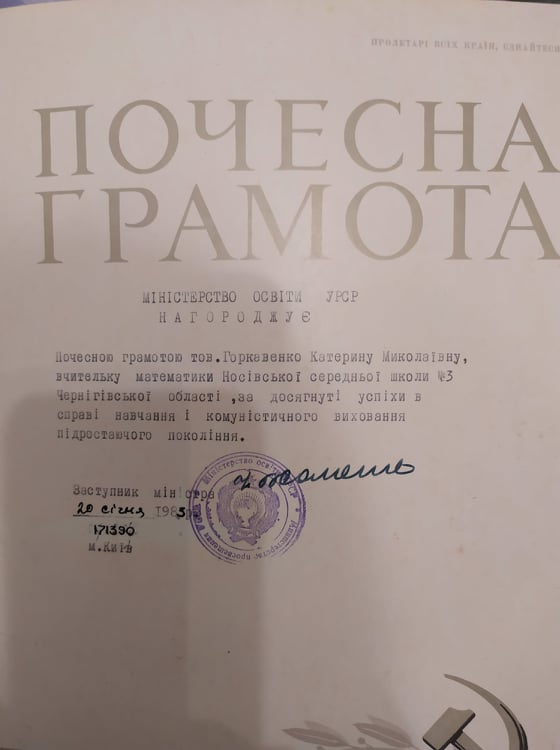
Почесна грамота Міносвіти УРСР, 1983